# Pogonodon
Pogonodon es un género extinto de mamífero perteneciente a la familia Nimravidae, endémico en América del Norte y Eurasia durante el Eoceno y Mioceno (desde hace 30,8 a 7,2 millones de años), existiendo durante aproximadamente 23,6 millones de años.

## Taxonomía

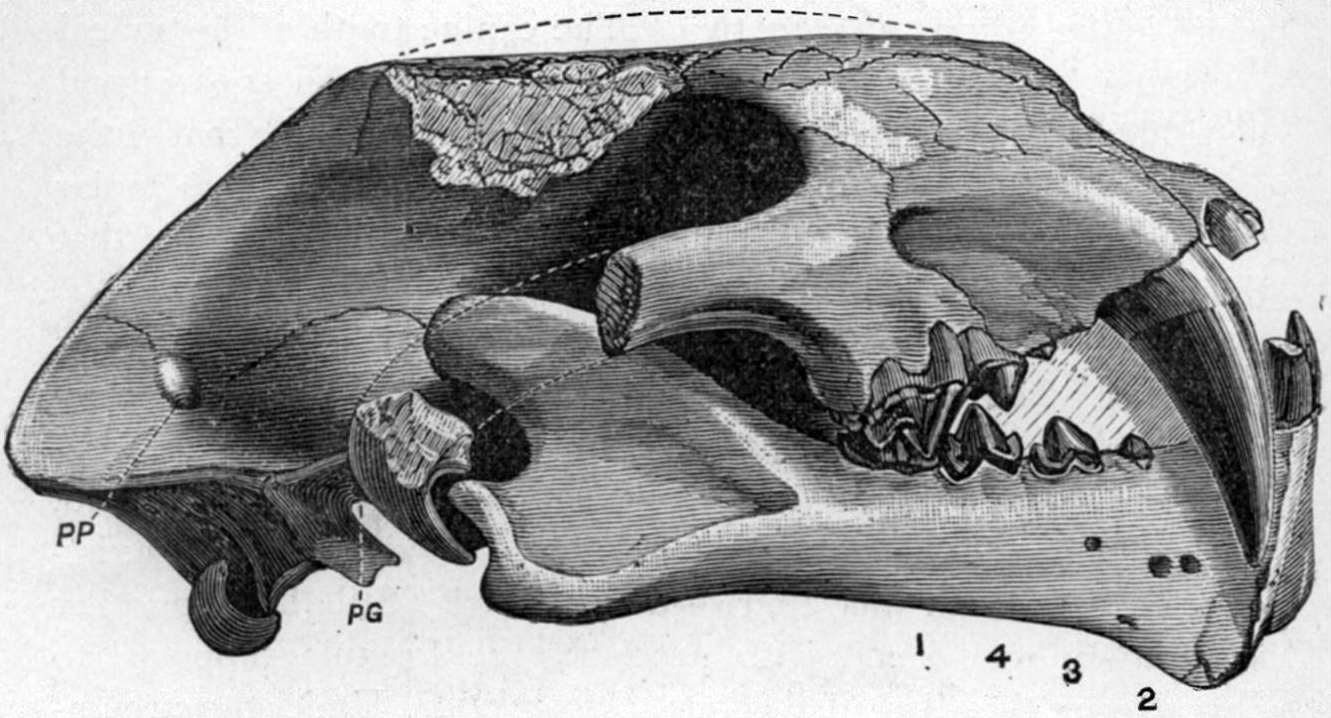
Cráneo

Pogonodon fue descrito por Cope (1880). Fue sinonimizado subjetivamente con Dinictis por Adams (1896) y Macdonald (1970); sinonimizado subjetivamente con Nimravus por Matthew (1910). Fue asignado a Nimravidae por Cope (1880), Merriam (1906), Thorpe (1920), Eaton (1922), Toohey (1959) y Bryant (1996); y a Nimravinae por Flynn y Galiano (1982), Bryant (1991) y Martin (1998).

## Morfología

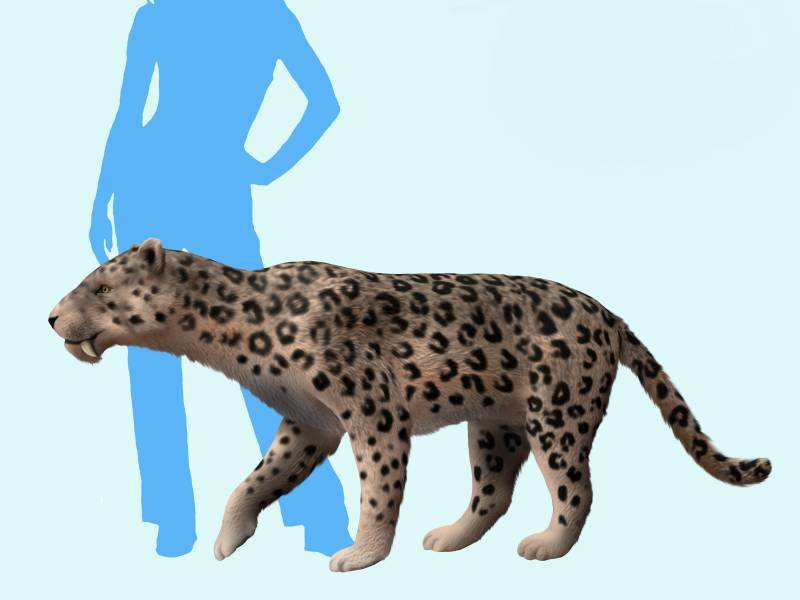

Se examinó un espécimen por Legendre y Roth para calcular la masa corporal, la cual fue estimada en 31,2 kilogramos.

## Especies
P. eileenae y P. platycopis (sin. P. cismontanus, P. davisi, P. serrulidens) 